# Andropogon pachyarthrus
Andropogon pachyarthrus är en gräsart som beskrevs av Eduard Hackel och John Firminger Duthie. Andropogon pachyarthrus ingår i släktet Andropogon och familjen gräs. Inga underarter finns listade i Catalogue of Life.